# Akiptera
Akiptera is een kevergeslacht uit de familie van de boktorren (Cerambycidae). De wetenschappelijke naam van het geslacht werd voor het eerst geldig gepubliceerd in 1850 door Saunders.

## Soorten
Akiptera omvat de volgende soorten:
- Akiptera semiflava Saunders, 1850
- Akiptera waterhousei Pascoe, 1864